# Castnia estherae
Castnia estherae is een vlinder uit de familie Castniidae. De soort komt voor in het Neotropisch gebied.